# Batalha da Estrada de Raate

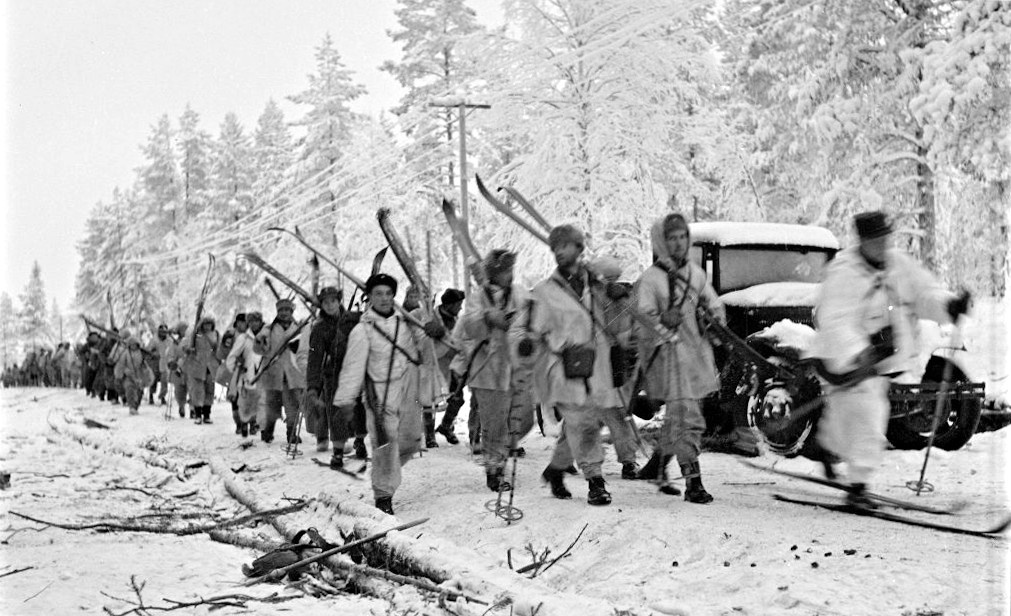
Soldados finlandeses na Estrada de Raate.

A Batalha da Estrada de Raate (em finlandês:  Raatteen tien taistelu) foi uma batalha travada durante a Guerra de Inverno entre a União Soviética e a Finlândia em janeiro de 1940, como parte da Batalha de Suomussalmi.
Em 7 de dezembro de 1939, a 163ª Divisão de Fuzileiros soviética capturou Suomussalmi, mas se viu presa no interior do território finlandês, e a 44ª Divisão de Fuzileiros soviética foi enviada para ajudar a 163ª. Durante a semana seguinte, a 9ª Divisão do Coronel Hjalmar Siilasvuo, em desvantagem numérica, parou e derrotou decisivamente as forças soviéticas na estrada Raate-Suomussalmi.
A maioria dos historiadores militares datam a Batalha da Estrada de Raate de 1º de janeiro a 7 de janeiro de 1940. A Estrada de Raate foi um campo de batalha durante toda a Guerra de Inverno. Antes da batalha principal contra a 44ª Divisão, os finlandeses travaram batalhas defensivas contra uma parte da 163ª Divisão na Estrada de Raate. Além disso, algumas batalhas foram travadas no lado leste, perto da fronteira, na estrada durante o resto da Guerra de Inverno.

## Batalha

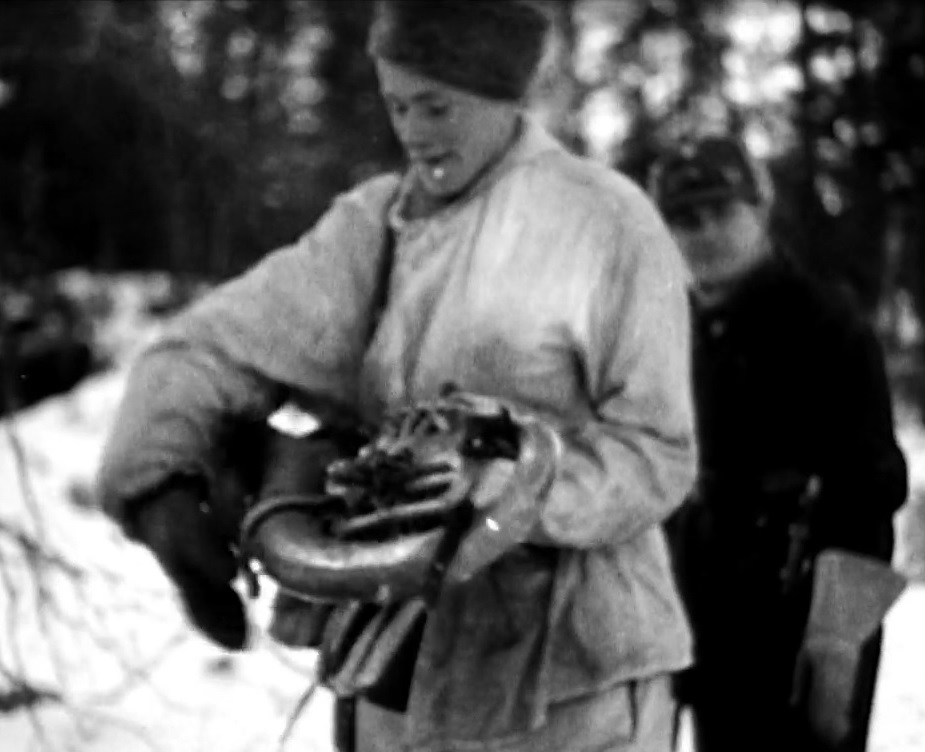
Um soldado finlandês examina uma tuba soviética encontrada entre os muitos instrumentos musicais que a divisão destruída estava carregando para um desfile de vitória que seria realizado em uma Finlândia vencida.

No início da batalha, a 9ª Divisão de Siilasvuo já havia destruído a 163ª Divisão soviética. Depois disso, recebeu ordens para destruir a 44ª Divisão Soviética, que foi parada na estrada perto de Haukila, a 12 quilômetros de Suomussalmi. A 9ª Divisão finlandesa foi dividida em quatro esquadrões, cada um com o nome de seus comandantes. A batalha decisiva foi ordenada para começar em 5 de janeiro de 1940, 08h30.
As batalhas se concentraram em Haukila, onde a maioria das tropas soviéticas estava localizada e onde os esquadrões "Mandelin" e "Mäkiniemi" atacaram. O esquadrão "Mäkiniemi" começou a se mover em direção a Haukila alguns dias antes do ataque oficial. Ao mesmo tempo, o novo 3º Regimento de Guardas de Fronteira do NKVD estava chegando para ajudar a 44ª Divisão soviética. Na manhã seguinte, as tropas finlandesas mantinham fortes posições de bloqueio reforçadas com minas em vários pontos no meio da coluna soviética. Durante 6 de janeiro, intensos combates ocorreram ao longo da Estrada de Raate, enquanto os finlandeses continuavam a dividir as forças inimigas em pedaços menores. Os soviéticos tentaram invadir as barreiras finlandesas com blindagem, perdendo vários tanques em ataques frontais, mas não tiveram sucesso. Finalmente, às 21h, Alexei Vinogradov ordenou tardiamente que sua divisão recuasse para a fronteira soviética.
As desesperadas tropas soviéticas começaram a fugir para o norte sobre o Lago Kiantajärvi. Muitos soldados morreram congelados sem roupas ou suprimentos adequados. Remanescentes de unidades soviéticas já tentaram escapar para o leste, mas foram bloqueados pelo esquadrão "Kari". Mais a leste, o esquadrão "Fagernäs" não conseguiu manter uma ponte estratégica sob controle finlandês. Em 7 de janeiro, o esquadrão "Fagernäs" recapturou a ponte e antes do meio-dia toda a resistência soviética foi suprimida. A limpeza durou dois dias, durante os quais os finlandeses reuniram centenas de soldados soviéticos famintos e congelados. Outros remanescentes da 44ª Divisão foram forçados a se retirar da área, fugindo pelas florestas do norte e sendo perseguidas pelos finlandeses, chegando finalmente à fronteira em vários pequenos grupos.
O exército finlandês capturou uma tremenda quantidade de material nesta batalha. Os soviéticos tinham tanta certeza de sua vitória que uma banda militar, completa com instrumentos, faixas e notas, viajou com a 44ª Divisão para se apresentar em um desfile de vitória. Os finlandeses encontraram seus instrumentos entre o material capturado.

## Baixas
Por muitos anos, os historiadores finlandeses estimaram as perdas soviéticas em cerca de 17 000 homens. A estimativa foi baseada no interrogatório dos prisioneiros de guerra capturados no início de janeiro. Oficiais do 27º Regimento de Infantaria soviético haviam dado suas baixas em 70% e os finlandeses supunham que a força da 44ª Divisão era superior a 20 000 homens. Historiadores ocidentais conformaram seus números com as estimativas finlandesas. Os soviéticos desafiaram o número de baixas publicado no mundo ocidental imediatamente em janeiro e alegaram não ter perdido mais de 900 homens, a maioria por congelamento, enquanto infligiam cerca de 2.000 mortes finlandesas. Mais tarde, historiadores finlandeses realizaram mais esforços para determinar o número de baixas soviéticas na batalha. Os estudos finlandeses mais recentes indicam que os soviéticos perderam pelo menos entre 7.000 a 9.000 homens.